# Mesochorus crassimanus
Mesochorus crassimanus är en stekelart som beskrevs av Holmgren 1860. Mesochorus crassimanus ingår i släktet Mesochorus och familjen brokparasitsteklar. Inga underarter finns listade i Catalogue of Life.